# 马哈林格普尔
马哈林格普尔（Mahalingpur），是印度卡纳塔克邦Bagalkot县的一个城镇。总人口30861（2001年）。

## 人口
该地2001年总人口30861人，其中男性15616人，女性15245人；0—6岁人口4477人，其中男2313人，女2164人；识字率58.04%，其中男性为67.60%，女性为48.26%。